# KHK Crvena zvezda
KHK Crvena zvezda bildades 1946, och är ishockeysektionen i serbiska sportsällskapet SD Crvena Zvezda. De spelar sina hemmamatcher i Ledena dvorana Pionir.

## Meriter
- Hokejaška liga Srbije:
  - Etta (5) : 1992, 1993, 1996, 1997, 2005
  - Tvåa (9): 1994, 1995, 1998, 2002, 2004, 2006, 2011, 2016, 2017
- Serbiska cupen:
  - Etta (4) : 1992, 1996, 1997, 1998
  - Tvåa (2): 1995, 2000, 2001
- Jugoslaviska cupen:
  - Etta (1) : 1980
- Dubbelkronan :
  - Etta (3) :1992, 1996, 1997
- Balkan League:
  - Trea : 1995, 1996, 1997